# Которович, Мирослава Богодаровна
Мирослава Богодаровна Которович (род. 1 ноября 1974, Киев) — украинская скрипачка. Дочь скрипача Богодара Которовича и артистки Наталии Кметь. Заслуженная артистка Украины (2019).

## Биография
Училась в Киевской средней специализированной музыкальной школе им. Н. В. Лысенко у П. Бондаса и Я. Ривняк, затем в Национальной музыкальной академии Украины у своего отца (окончила в 1997 году). Участвовала также в мастер-классах Марины Яшвили, Руджеро Риччи и Томаса Цетмайра. Получила Гран-При на международном конкурсе «Золотая осень» (Хмельницкий, 1993), была стипендиатом «Моцарт-Академии» (Краков).
В 1993 году стала солисткой ансамбля «Киевская камерата», участвовала в записи авторского диска композитора Еевгения Станковича. С 1998 года выступает в составе камерного оркестра Гидона Кремера «Кремерата Балтика», гастролировала во многих странах. С 2001 года выступает также в составе ансамбля «Киевские солисты», с 2003 года — концертмейстер, с 2005 года — заместитель художественного руководителя.
С 2001 года преподаёт в Национальной музыкальной академии Украины. Выступала с Национальным симфоническим оркестром Украины и с оркестрами различных городов страны. Автор цикла музыкально-театральных проектов в жанре музыкальной новеллы («Роль для скрипки», «Сотворение», «Скрипичные капризы», «Ступенями», «Ожерелье из детских грез» и другие), об одном из которых в 2000 году был снят фильм в цикле передач «Вариации на тему», а проект «Сотворение» воплотился в одноименный сольный CD-диск. В 2004 году принимала активное участие в подготовке и проведении международного Бриттеновского фестиваля в Киеве — в том числе вместе с украинским режиссёром Василием Вовкуном работала над постановкой концертно-театральной версии «Военного реквиема».